# Tlamimilolpa
Barrio Tlamimilolpa es una localidad de México perteneciente al municipio de Acaxochitlán en el estado de Hidalgo.

## Toponimia
Tlal-mimilol-pan, del náhuatl; tierra rodada; de tlalli, tierra, mimilloa, verbo que significa, rodar, pan en o sobre.

## Geografía
La localidad se encuentra localizada en las coordenadas geográficas 20°7′57.02″N 98°12′40.855″O / 20.1325056, -98.21134861, con una altitud de 2287 m s. n. m. Se encuentra a una distancia aproximada de 7.85 kilómetros al sur de la cabecera municipal, Acaxochitlán. Se encuentra en la región geográfica de la Sierra de Tenango.
En cuanto a fisiografía se encuentra dentro de la provincia del Eje Neovolcánico dentro de la subprovincia de Lagos y Volcanes de Anáhuac; su terreno es de sierra. En lo que respecta a la hidrología se encuentra posicionado en la región Tuxpan-Nautla, dentro de la cuenca del río Cazones, en la subcuenca del río San Marcos. Cuenta con un clima templado húmedo con abundantes lluvias en verano.
Se encuentra cerca de la presa El Tejocotal, también conocida como "La Laguna" se encuentra cerca de la localidad. También la localidad se encuentra dentro de las áreas de la Cuenca Hidrográfica del Río Necaxa la cual es considerada Área de Protección de Recursos Naturales; así como del Sistema de Represas y Corredores biológicos de la Cuenca Hidrográfica del Río Necaxa denominado Sitio Ramsar.

## Demografía
En 2020 registró una población de 1459 personas, lo que corresponde al 3.17 % de la población municipal. De los cuales 696 son hombres y 763 son mujeres. Tiene 376 viviendas particulares habitadas.
| Gráfica de evolución demográfica de Tlamimilolpa entre 1900 y 2020                           |
|                                                                                              |
| Población de los censos y conteos del Instituto Nacional de Estadística y Geografía (INEGI). |